# 賀茂郡 (広島県)
- 令制国一覧 > 山陽道 > 安芸国 > 賀茂郡
- 日本 > 中国地方 > 広島県 > 賀茂郡

賀茂郡（かもぐん）は、広島県（安芸国）にあった郡。

## 郡域
1878年（明治11年）に行政区画として発足した当時の郡域は下記の区域にあたる。
- 広島市安芸区の一部（阿戸町）
- 呉市の一部（倉橋町・下蒲刈町各町・蒲刈町各町・豊浜町各町・豊町各町を除く阿賀南、阿賀町、阿賀北、郷原町以東）
- 東広島市の大部分（河内町各町・入野中山台・河内臨空団地・福富町各町・豊栄町各町・安芸津町木谷・高屋町小谷・高屋町造賀を除く）
- 竹原市の大部分（忠海各町・福田町・高崎町・吉名町・田万里町を除く）

1956年（昭和31年）に隣接する豊田郡との間で所属町村の入れ替えが実施されたことにより郡域が大幅に変動し、広島県中南部の内陸部で構成される郡となった。

## 歴史
郡名はかつてこの地域が京都の賀茂神社の荘園であったことに由来する。現在でも竹原市を流れる賀茂川、東広島市一帯を表す賀茂台地など、この地域の一般的な呼称として、学校名「広島県立賀茂高等学校」「広島県立賀茂北高等学校」「賀茂自動車学校」、この地域で作られる西条酒の名前「賀茂鶴」「賀茂泉」、湯坂温泉の「賀茂川荘」など地元企業名に広く使用されている。

### 近世以降の沿革
- 明治初年時点では全域が安芸広島藩領であった。「旧高旧領取調帳」に記載されている明治初年時点での村は以下の通り。（89村）

篠村、正力村、米満村、寺家村、西条東村、四日市次郎丸村、土与丸村、吉行村、助実村、檜山村、稲木村、杵原村、中島村、大畠村、宮領村、郷村、溝口村、重兼村、白市村、高屋東村、貞重村、高屋堀村、造賀村、内村、志和東村、志和堀村、志和西村、別府村、奥屋村、冠村、七条椛坂村、宗吉村、飯田村、原飯田村、御薗宇村、十文字、下三永村、福本村、大沢村、馬木村、国近森近村、宗近柳国村、小多田村、南方村、乃美尾村、大多田村、丸山村、川角村、菅田村、上保田村、市飯田村、楢原村、兼広村、切田村、津江村、兼沢村、郷原村、熊野跡村、吉川村、原村、下見村、田口村、吉郷村、小比曽大河内村、上三永村、仁賀村、西野村、新庄村、東野村、下野村、下市村、三津村、風早村、小松原村、大田村、女子畑村、三津口村、内海村、赤向坂村、下垣内村、中畑村、原畑村、内平村、中切村、内海跡村、川尻村、仁方村、広村、阿賀村
- 明治4年7月14日（1871年8月29日） - 廃藩置県により広島県の管轄となる。
- 明治11年（1878年）11月1日 - 郡区町村編制法の広島県での施行により、行政区画としての賀茂郡が発足。郡役所が四日市次郎丸村に設置。
- 明治15年（1882年） - 原飯田村が飯田村に、十文字が御薗宇村にそれぞれ合併。（87村）
- 明治19年（1886年） - 吉郷村・小比曽大河内村が合併して郷曽村となる。（86村）
- 明治22年（1889年）4月1日 - 町村制の施行により、以下の各村が発足。特記以外は現・東広島市。（39村）
  - 四日市次郎丸村（単独村制）
  - 吉土実村 ← 助実村、土与丸村、吉行村
  - 御薗宇村、下見村（それぞれ単独村制）
  - 寺西村 ← 寺家村、西条東村
  - 川上村 ← 飯田村、宗吉村、篠村、正力村、米満村
  - 原村、吉川村（それぞれ単独村制）
  - 熊野跡村（単独村制。現・広島市）
  - 郷田村 ← 田口村、郷曽村
  - 板城村 ← 国近森近村、小多田村、馬木村、大沢村、福本村
  - 上黒瀬村 ← 南方村、宗近柳国村
  - 乃美尾村（単独村制）
  - 中黒瀬村 ← 市飯田村、切田村、兼広村、楢原村、菅田村、上保田村、川角村、丸山村、大多田村
  - 下黒瀬村 ← 津江村、兼沢村
  - 郷原村、阿賀村、広村、仁方村、川尻村、内海跡村（それぞれ単独村制。現・呉市）
  - 野呂村 ← 中畑村、赤向坂村、下垣内村、原畑村、内平村、女子畑村（現・呉市）
  - 中切村、内海村、三津口村（それぞれ単独村制。現・呉市）
  - 早田原村 ← 風早村、大田村、小松原村
  - 三津村（単独村制）
  - 下市村、下野村、東野村（それぞれ単独村制。現・竹原市）
  - 荘野村 ← 西野村、新庄村（現・竹原市）
  - 賀永村 ← 上三永村、仁賀村（現・東広島市、竹原市）
  - 下三永村（単独村制）
  - 西高屋村 ← 檜山村、稲木村、中島村、杵原村、大畠村、宮領村、郷村、溝口村
  - 東高屋村 ← 白市村、重兼村、貞重村、高屋堀村、高屋東村
  - 造賀村（単独村制）
  - 東志和村 ← 志和東村、内村
  - 志和堀村（単独村制）
  - 西志和村 ← 志和西村、別府村、奥屋村、冠村、七条椛坂村
- 明治22年（1889年）4月16日 - 下市村が町制施行して竹原町となる。（1町38村）
- 明治23年（1890年）10月1日 - 四日市次郎丸村が町制施行・改称して西条町となる。（2町37村）
- 明治26年（1893年）1月26日 - 三津村が町制施行して三津町となる。（3町36村）
- 明治28年（1895年）12月7日 - 内海村が町制施行して内海町となる。（4町35村）
- 明治30年（1897年）5月1日 - 阿賀村が町制施行して阿賀町となる。（5町34村）
- 明治32年（1899年）7月1日 - 郡制を施行。
- 明治40年（1907年）1月1日 - 仁方村が町制施行して仁方町となる。（6町33村）
- 大正11年（1922年）1月1日（8町31村）
  - 川尻村が町制施行して川尻町となる。
  - 三津口村が町制施行して三津口町となる。
- 大正12年（1923年）4月1日 - 郡会が廃止。郡役所は存続。
- 大正15年（1926年）7月1日 - 郡役所が廃止。以降は地域区分名称となる。
- 昭和3年（1928年）4月1日 - 阿賀町が呉市に編入。（7町31村）
- 昭和4年（1929年）1月1日 - 内海跡村が改称して安登村となる。
- 昭和14年（1939年）7月1日 - 西条町・吉土実村・御薗宇村・下見村・寺西村が合併し、改めて西条町が発足。（7町27村）
- 昭和16年（1941年）4月21日 - 広村・仁方町が呉市に編入。（6町26村）
- 昭和17年（1942年）4月1日 - 野呂村・中切村が合併し、野路村が発足。（6町25村）
- 昭和18年（1943年）1月1日 - 三津町・早田原村が豊田郡木谷村と合併して安芸津町が発足。（6町24村）
- 昭和19年（1944年）1月1日 - 野路村・内海町・三津口町が合併して安浦町が発足。（5町23村）
- 昭和25年（1950年）
  - 4月1日 - 西条町の一部（西条東・寺家）が分立して寺西村が発足。（5町24村）
  - 6月10日 - 造賀村が豊田郡戸野村の一部（造賀）を編入。
- 昭和26年（1951年）3月1日 - 熊野跡村の所属郡が安芸郡に変更。（5町23村）
- 昭和27年（1952年）4月1日（6町21村）
  - 竹原町・下野村が合併し、改めて竹原町が発足。
  - 寺西村が町制施行して寺西町となる。
- 昭和29年（1954年）3月31日（7町15村）
  - 東高屋村・西高屋村が合併して高屋村が発足。
  - 竹原町が東野村・豊田郡大乗村および南方村の一部を編入。
  - 上黒瀬村・乃美尾村・中黒瀬村・下黒瀬村が合併して黒瀬町が発足。
- 昭和30年（1955年）
  - 1月1日 - 下三永村および賀永村の一部（上三永）が西条町に編入。（7町14村）
  - 3月31日（8町10村）
    - 竹原町・荘野村・豊田郡田万里村が合併し、改めて竹原町が発足。
    - 郷田村および板城村の一部（福本・大沢・馬木・森近）が西条町に編入。
    - 板城村の残部（国近・小多田）が黒瀬町に編入。
    - 高屋村が豊田郡小谷村を編入のうえ町制施行して高屋町となる。

  - 8月1日 - 東志和村・志和堀村・西志和村が合併して志和町が発足。（9町7村）
- 昭和31年（1956年）
  - 4月1日（9町6村）
    - 川尻町・安登村・安浦町・安芸津町・竹原町・賀永村の所属郡が豊田郡に変更。
    - 豊田郡入野村・河内町・福富町・豊栄町・大和町の所属郡が本郡に変更。

  - 9月1日 - 川上村・原村・吉川村が合併して八本松町が発足。（10町3村）
  - 9月30日（10町2村）
    - 入野村が河内町に編入。
    - 西条町が豊田郡賀永村の一部（仁賀の一部）を編入。

  - 10月1日 - 郷原村が呉市に編入。（10町1村）
- 昭和33年（1958年）1月1日 - 造賀村が高屋町に編入。（10町）
- 昭和34年（1959年）10月1日 - 寺西町が西条町に編入。（9町）
- 昭和49年（1974年）4月20日 - 西条町・八本松町・志和町・高屋町が合併して東広島市が発足し、郡より離脱。（5町）
- 平成17年（2005年）
  - 2月7日 - 黒瀬町・福富町・豊栄町・河内町および豊田郡安芸津町が東広島市に編入。（1町）
  - 3月22日 - 大和町が三原市・豊田郡本郷町・御調郡久井町と合併し、改めて三原市が発足。同日賀茂郡消滅。

### 変遷表
| 明治22年4月1日 | 明治22年 - 大正15年         | 昭和1年 - 昭和19年          | 昭和20年 - 昭和29年                       | 昭和30年 - 昭和64年                                             | 平成1年 - 現在                 | 現在         |
| -------------- | --------------------------- | --------------------------- | ----------------------------------------- | --------------------------------------------------------------- | ------------------------------ | ------------ |
| 阿賀村         | 明治30年5月1日 町制         | 昭和3年4月1日 呉市に編入    | 呉市                                      | 呉市                                                            | 呉市                           | 呉市         |
| 仁方村         | 明治40年1月1日 町制         | 昭和16年4月21日 呉市に編入  | 呉市                                      | 呉市                                                            | 呉市                           | 呉市         |
| 広村           | 広村                        | 昭和16年4月21日 呉市に編入  | 呉市                                      | 呉市                                                            | 呉市                           | 呉市         |
| 郷原村         | 郷原村                      | 郷原村                      | 郷原村                                    | 昭和31年10月1日 呉市に編入                                      | 呉市                           | 呉市         |
| 川尻村         | 大正11年1月1日 町制         | 川尻町                      | 川尻町                                    | 昭和31年4月1日 豊田郡に移管                                     | 平成16年4月1日 呉市に編入      | 呉市         |
| 内海跡村       | 内海跡村                    | 昭和4年1月1日 安登村と改称  | 安登村                                    | 昭和31年4月1日 豊田郡に移管 昭和33年4月1日 河尻町・安浦町に編入 | 平成16年4月1日 呉市に編入      | 呉市         |
| 内海跡村       | 内海跡村                    | 昭和4年1月1日 安登村と改称  | 安登村                                    | 昭和31年4月1日 豊田郡に移管 昭和33年4月1日 河尻町・安浦町に編入 | 平成17年3月20日 呉市に編入     | 呉市         |
| 内海村         | 明治29年1月1日 町制         | 内海町                      | 昭和19年1月1日 安浦町                     | 昭和31年4月1日 豊田郡に移管                                     |                                | 呉市         |
| 中切村         | 中切村                      | 昭和17年4月1日 野路村       | 昭和19年1月1日 安浦町                     | 昭和31年4月1日 豊田郡に移管                                     |                                | 呉市         |
| 野呂村         | 野呂村                      | 昭和17年4月1日 野路村       | 昭和19年1月1日 安浦町                     | 昭和31年4月1日 豊田郡に移管                                     |                                | 呉市         |
| 三津口村       | 大正11年1月1日 町制         | 三津口町                    | 昭和19年1月1日 安浦町                     | 昭和31年4月1日 豊田郡に移管                                     |                                | 呉市         |
| 熊野跡村       | 熊野跡村                    | 安芸郡に移管                | 熊野跡村                                  | 昭和49年11月1日 広島市に編入                                    | 広島市                         | 広島市安芸区 |
| 下市村         | 明治22年4月27日 竹原町      | 竹原町                      | 竹原町                                    | 昭和31年4月1日 豊田郡に移管 昭和33年11月3日 竹原市              | 竹原市                         | 竹原市       |
| 下野村         | 下野村                      | 下野村                      | 昭和27年4月1日 竹原町と合併               | 昭和31年4月1日 豊田郡に移管 昭和33年11月3日 竹原市              | 竹原市                         | 竹原市       |
| 豊田郡大乗村   | 大乗村                      | 大乗村                      | 昭和29年3月31日 竹原町と合併              | 昭和31年4月1日 豊田郡に移管 昭和33年11月3日 竹原市              | 竹原市                         | 竹原市       |
| 東野村         | 東野村                      | 東野村                      | 昭和29年3月31日 竹原町と合併              | 昭和31年4月1日 豊田郡に移管 昭和33年11月3日 竹原市              | 竹原市                         | 竹原市       |
| 豊田郡田万里村 | 田万里村                    | 田万里村                    | 昭和30年3月31日 竹原町と合併              | 昭和31年4月1日 豊田郡に移管 昭和33年11月3日 竹原市              | 竹原市                         | 竹原市       |
| 荘野村         | 荘野村                      | 荘野村                      | 昭和30年3月31日 竹原町と合併              | 昭和31年4月1日 豊田郡に移管 昭和33年11月3日 竹原市              | 竹原市                         | 竹原市       |
| 賀永村         | 賀永村                      | 賀永村                      | 賀永村                                    | 昭和31年4月1日 豊田郡に移管 9月30日 竹原町に編入                | 竹原市                         | 竹原市       |
| 三津村         | 明治26年4月12日 町制        | 昭和18年1月1日 安芸津町     | 安芸津町                                  | 昭和31年4月1日 豊田郡に移管                                     | 平成17年2月7日 東広島市に編入  | 東広島市     |
| 早田原村       | 早田原村                    | 昭和18年1月1日 安芸津町     | 安芸津町                                  | 昭和31年4月1日 豊田郡に移管                                     | 平成17年2月7日 東広島市に編入  | 東広島市     |
| 木谷村         | 木谷村                      | 昭和18年1月1日 安芸津町     | 安芸津町                                  | 昭和31年4月1日 豊田郡に移管                                     | 平成17年2月7日 東広島市に編入  | 東広島市     |
| 志和堀村       | 志和堀村                    | 志和堀村                    | 志和堀村                                  | 昭和30年8月1日 志和町                                           | 昭和49年4月20日 東広島市       | 東広島市     |
| 東志和村       | 東志和村                    | 東志和村                    | 東志和村                                  | 昭和30年8月1日 志和町                                           | 昭和49年4月20日 東広島市       | 東広島市     |
| 西志和村       | 西志和村                    | 西志和村                    | 西志和村                                  | 昭和30年8月1日 志和町                                           | 昭和49年4月20日 東広島市       | 東広島市     |
| 川上村         | 川上村                      | 川上村                      | 川上村                                    | 昭和31年9月1日 八本松町                                         | 昭和49年4月20日 東広島市       | 東広島市     |
| 原村           | 原村                        | 原村                        | 原村                                      | 昭和31年9月1日 八本松町                                         | 昭和49年4月20日 東広島市       | 東広島市     |
| 吉川村         | 吉川村                      | 吉川村                      | 吉川村                                    | 昭和31年9月1日 八本松町                                         | 昭和49年4月20日 東広島市       | 東広島市     |
| 西高屋村       | 西高屋村                    | 西高屋村                    | 昭和29年3月31日 高屋村                    | 昭和30年3月31日 高屋町                                          | 昭和49年4月20日 東広島市       | 東広島市     |
| 東高屋村       | 東高屋村                    | 東高屋村                    | 昭和29年3月31日 高屋村                    | 昭和30年3月31日 高屋町                                          | 昭和49年4月20日 東広島市       | 東広島市     |
| 造賀村         | 造賀村                      | 造賀村                      | 造賀村                                    | 昭和33年1月1日 高屋町に編入                                     | 昭和49年4月20日 東広島市       | 東広島市     |
| 寺西村         | 寺西村                      | 昭和14年7月1日 西条町       | 昭和25年4月1日 寺西村 昭和27年4月1日 町制 | 昭和34年10月1日 西条町                                          | 昭和49年4月20日 東広島市       | 東広島市     |
| 四日市次郎丸村 | 明治23年10月1日 西条町      | 昭和14年7月1日 西条町       | 西条町                                    | 昭和34年10月1日 西条町                                          | 昭和49年4月20日 東広島市       | 東広島市     |
| 下見村         | 下見村                      | 昭和14年7月1日 西条町       | 西条町                                    | 昭和34年10月1日 西条町                                          | 昭和49年4月20日 東広島市       | 東広島市     |
| 御園宇村       | 御園宇村                    | 昭和14年7月1日 西条町       | 西条町                                    | 昭和34年10月1日 西条町                                          | 昭和49年4月20日 東広島市       | 東広島市     |
| 吉土実村       | 吉土実村                    | 昭和14年7月1日 西条町       | 西条町                                    | 昭和34年10月1日 西条町                                          | 昭和49年4月20日 東広島市       | 東広島市     |
| 郷田村         | 郷田村                      | 郷田村                      | 郷田村                                    | 昭和30年3月31日 西条町に編入                                    | 昭和49年4月20日 東広島市       | 東広島市     |
| 板城村         | 板城村                      | 板城村                      | 板城村                                    | 昭和30年3月31日 西条町・黒瀬町に編入                            | 昭和49年4月20日 東広島市       | 東広島市     |
| 上黒瀬村       | 上黒瀬村                    | 上黒瀬村                    | 昭和29年3月31日 黒瀬町                    | 黒瀬町                                                          | 平成17年2月17日 東広島市に編入 | 東広島市     |
| 中黒瀬村       | 中黒瀬村                    | 中黒瀬村                    | 昭和29年3月31日 黒瀬町                    | 黒瀬町                                                          | 平成17年2月17日 東広島市に編入 | 東広島市     |
| 下黒瀬村       | 下黒瀬村                    | 下黒瀬村                    | 昭和29年3月31日 黒瀬町                    | 黒瀬町                                                          | 平成17年2月17日 東広島市に編入 | 東広島市     |
| 乃美尾村       | 乃美尾村                    | 乃美尾村                    | 昭和29年3月31日 黒瀬町                    | 黒瀬町                                                          | 平成17年2月17日 東広島市に編入 | 東広島市     |
| 豊田郡川源村   | 豊田郡川源村                | 昭和19年1月1日 豊田郡豊栄村 | 昭和24年4月1日 町制                       | 昭和31年4月1日 賀茂郡に移管                                     | 平成17年2月17日 東広島市に編入 | 東広島市     |
| 豊田郡乃美村   | 豊田郡乃美村                | 昭和19年1月1日 豊田郡豊栄村 | 昭和24年4月1日 町制                       | 昭和31年4月1日 賀茂郡に移管                                     | 平成17年2月17日 東広島市に編入 | 東広島市     |
| 豊田郡久芳村   | 豊田郡久芳村                | 昭和19年1月1日 豊田郡福富村 | 福富村                                    | 昭和30年7月10日 町制 昭和31年4月1日 賀茂郡に移管                | 平成17年2月17日 東広島市に編入 | 東広島市     |
| 豊田郡竹仁村   | 豊田郡竹仁村                | 昭和19年1月1日 豊田郡福富村 | 福富村                                    | 昭和30年7月10日 町制 昭和31年4月1日 賀茂郡に移管                | 平成17年2月17日 東広島市に編入 | 東広島市     |
| 豊田郡入野村   | 豊田郡入野村                | 豊田郡入野村                | 豊田郡入野村                              | 昭和31年4月1日 賀茂郡に移管 9月30日 河内町に編入                | 平成17年2月17日 東広島市に編入 | 東広島市     |
| 豊田郡大河村   | 大正13年4月1日 豊田郡河内町 | 豊田郡河内町                | 豊田郡河内町                              | 昭和30年3月31日 豊田郡河内町 昭和31年4月1日 賀茂郡に移管        | 平成17年2月17日 東広島市に編入 | 東広島市     |
| 豊田郡戸野村   | 豊田郡戸野村                | 豊田郡戸野村                | 豊田郡戸野村                              | 昭和30年3月31日 豊田郡河内町 昭和31年4月1日 賀茂郡に移管        | 平成17年2月17日 東広島市に編入 | 東広島市     |
| 豊田郡豊田村   | 豊田郡豊田村                | 豊田郡豊田村                | 豊田郡豊田村                              | 昭和30年3月31日 豊田郡河内町 昭和31年4月1日 賀茂郡に移管        | 平成17年2月17日 東広島市に編入 | 東広島市     |
| 豊田郡豊田村   | 豊田郡豊田村                | 豊田郡豊田村                | 豊田郡豊田村                              | 昭和30年3月31日 豊田郡大和町 昭和31年4月1日 賀茂郡に移管        | 平成17年3月22日 三原市         | 三原市       |
| 豊田郡大草村   | 豊田郡大草村                | 豊田郡大草村                | 豊田郡大草村                              | 昭和30年3月31日 豊田郡大和町 昭和31年4月1日 賀茂郡に移管        | 平成17年3月22日 三原市         | 三原市       |
| 豊田郡椹梨村   | 豊田郡椹梨村                | 豊田郡椹梨村                | 豊田郡椹梨村                              | 昭和30年3月31日 豊田郡大和町 昭和31年4月1日 賀茂郡に移管        | 平成17年3月22日 三原市         | 三原市       |
| 世羅郡神田村   | 世羅郡神田村                | 世羅郡神田村                | 世羅郡神田村                              | 昭和30年3月31日 豊田郡大和町 昭和31年4月1日 賀茂郡に移管        | 平成17年3月22日 三原市         | 三原市       |

## 行政
歴代郡長
| 代 | 氏名 | 就任年月日                | 退任年月日                | 備考                   |
| -- | ---- | ------------------------- | ------------------------- | ---------------------- |
| 1  |      | 明治11年（1878年）11月1日 |                           |                        |
|    |      |                           | 大正15年（1926年）6月30日 | 郡役所廃止により、廃官 |